# Autographa californica
Autographa californica är en fjärilsart som beskrevs av Adolph Speyer 1875. Autographa californica ingår i släktet Autographa och familjen nattflyn. Inga underarter finns listade i Catalogue of Life.

## Bildgalleri

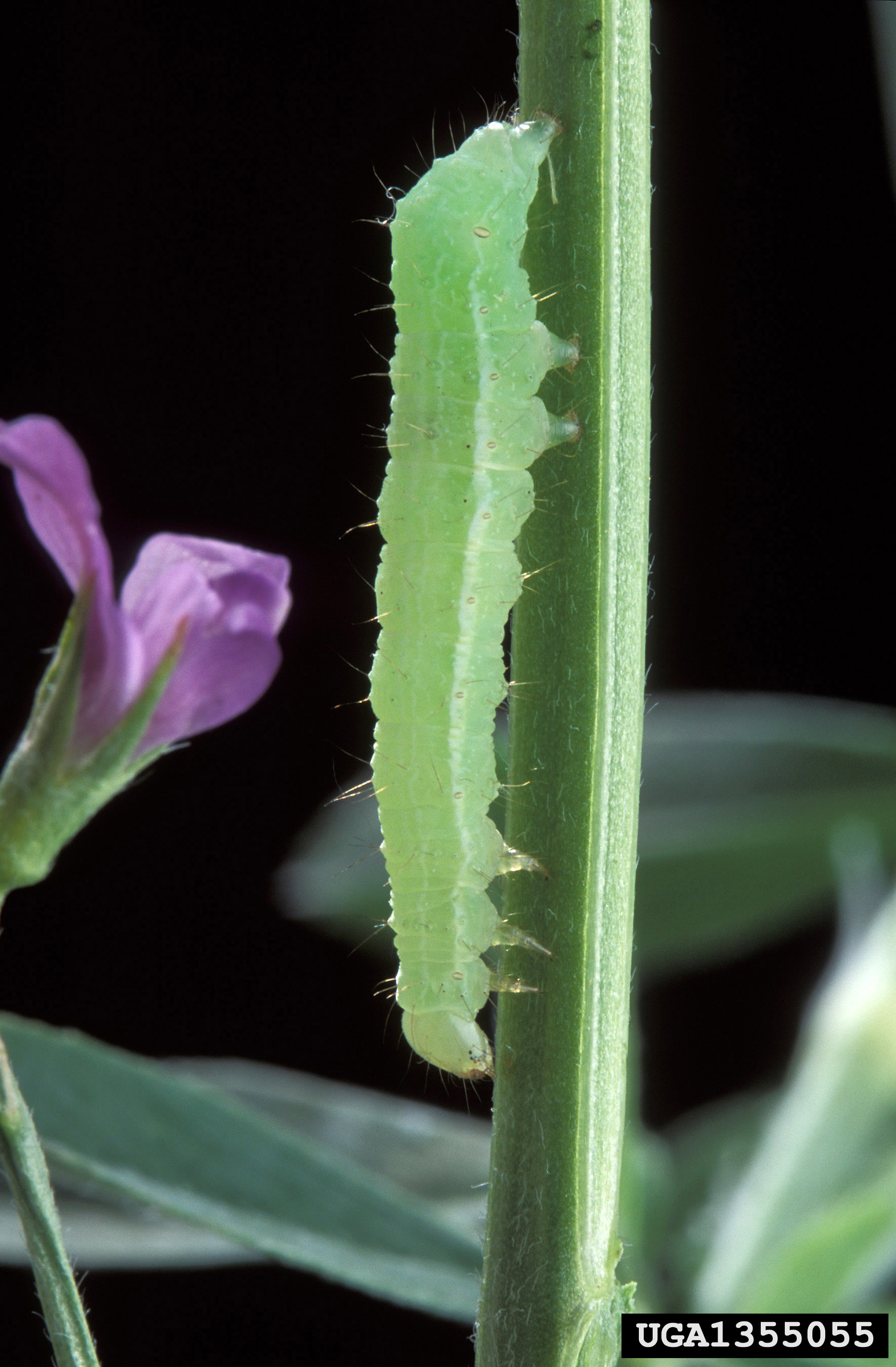